# Cedrosön
Cedrosön är en ö i Mexiko.   Den ligger i delstaten Baja California, i den västra delen av landet, 1 900 km nordväst om huvudstaden Mexico City. Arean är 356 kvadratkilometer.
Terrängen på Cedros Island är kuperad. Öns högsta punkt är 1 176 meter över havet. Den sträcker sig 38,9 kilometer i nord-sydlig riktning, och 19,8 kilometer i öst-västlig riktning.
Följande samhällen finns på Cedros Island:
- El Morro